# 36783 Kagamino
36783 Kagamino este o planetă minoră (asteroid) din centura de asteroizi. A fost descoperită pe 23 septembrie 2000 la Bisei Spaceguard Center⁠(d) de BATTeRS⁠(d). 
Obiectul prezintă o orbită caracterizată de o semiaxă mare de 2,4153221 UAi, o excentricitate de 0,21, o înclinație de 6,81104 ° în raport cu ecliptica.